# Burning Airlines

I Burning Airlines erano un gruppo musicale rock statunitense da Washington. 
Il nome del gruppo deriva da una canzone di Brian Eno, "Burning Airlines Give You So Much More" dal suo album del 1974 Taking Tiger Mountain (By Strategy).

## Discografia

### Album
- Mission: Control! (DeSoto Records, 1999)
- Identikit (DeSoto Records, 2001)

### Singoli di 7"
- Carnival/Scissoring 7" (Desoto Records, 1998)
- Back of Love split with Braid (DeSoto Records, 1999)
- The Deluxe War Baby split with At the Drive-In (Thick Records, 2000)

## Gruppi musicali affini
- Admiral - Michael Harbin
- Channels - J. Robbins
- Dove - Peter Moffet
- Forensics - Michael Harbin
- Government Issue - J. Robbins, Peter Moffet
- Jawbox - J. Robbins, Bill Barbot
- Report Suspicious Activity - J. Robbins
- Wool - Peter Moffet
- Jack Potential (band) - Mike Harbin
- Office of Future Plans - J. Robbins